# Marcel Dautremer
Marcel Dautremer   (7è districte de París, 11 de juny de 1906 - 15è districte de París, 25 de novembre de 1978) va ser un compositor i director d'orquestra francès.

## Biografia
Fou alumne de Paul Dukas i presoner a Alemanya durant la Segona Guerra Mundial, va ser detingut a Silèsia.
Marcel Dautremer va estudiar violí primer i després va ingressar al Conservatori de París. Els seus professors inclouen Marcel Samuel-Rousseau (harmonia), Noël Gallon (contrapunt), Paul Dukas (composició) i Philippe Gaubert (direcció d'orquestra). Posteriorment, va ser professor de música a les escoles de la ciutat de París. Nomenat director del Conservatori de Nancy després de la guerra, es va convertir en director de l'orquestra simfònica de la ciutat. Durant deu anys, va ser president de l'Associació de Directors de Conservatoris Nacionals i Municipals (1947-1957). El seu estil clar i directe és un testimoni de la influència del seu mestre Paul Dukas.

## Composicions
- Història i improvisada per a clarinet i piano, després de Page d'Exili (1943)
- Tango i tarantella per a saxòfon alt i piano (1946)
- Entreteniment, per a violí i orquestra (1952)
- Concert per a violoncel (1955)
- Duo-Concertino, per a violí, fagot i cordes (1955)
- Sinfonietta, per a orquestra de corda (1962)
- Concert per a saxòfon (1962)
- Toccata, per a piano (1963)
- Burlesque March, per a piano (1963)
- Coulissiana per trombó i orquestra (1967)

## Discografia
- Història i improvisada per a clarinet i piano:
- Tatsuzo Akasaka, Shinji Urakabe. CD "A Beautiful Evening" Victor VICC-170 (1995, Japó)
- Andrs Horn, Jzsef Gobor. CD "Fantasy Caprice - Peces de concert per a clarinet" Hungaroton HCD 32099 (2003, Hongria) (EAN 5 991813 209924)
- Victoria Soames-Samek, John Flinders. CD "Concurs Solos II" Clarinet Classics CC050 (2005, Regne Unit) (EAN 5 023581 005023)